# Romário
Romário de Souza Faria, meglio noto solo come Romário (Rio de Janeiro, 29 gennaio 1966), è un politico, dirigente sportivo e calciatore brasiliano, attaccante dell'America-RJ.
Considerato come uno dei migliori giocatori della storia del calcio, ricopre la 26ª posizione nella speciale classifica dei migliori calciatori del XX secolo pubblicata dalla rivista World Soccer e la 30ª posizione nella classifica dei migliori calciatori sudamericani del XX secolo pubblicata dall'IFFHS nel 2004. Nel marzo del 2004, Pelé lo ha anche inserito nella FIFA 100, la lista dei 125 migliori calciatori viventi, redatta in occasione del Centenario della FIFA.
Si è laureato campione del mondo con la sua nazionale nel 1994 e ha vinto due volte la Coppa America, nel 1989 e nel 1997. A livello individuale si è aggiudicato il titolo di miglior giocatore del campionato del mondo del 1994, anno in cui è stato eletto anche FIFA World Player of the Year. Inoltre, sebbene fino a quell'anno non poté entrare nelle graduatorie del Pallone d'oro perché prima del 1994 il premio era riservato ai giocatori europei, nel 2016 la rivista francese France Football, in occasione del 60º anniversario del premio, pubblicò una lista rivisitata dei vincitori nominati prima del 1995 nella quale Romario viene ritenuto proprio in quell'anno il vincitore dell'edizione. Nel 2000 vinse anche il premio di Calciatore sudamericano dell'anno.
È inoltre nel ristretto novero dei giocatori capaci di laurearsi capocannoniere in tre diversi paesi. Con 760 gol in partite ufficiali è il quarto miglior marcatore della storia, alle spalle di Cristiano Ronaldo, Josef Bican e Lionel Messi.
Dopo il ritiro dall’attività agonistica ha iniziato un nuovo percorso nella politica e dal 1º febbraio 2021 al 1º febbraio 2023 è stato vicepresidente del Senato brasiliano; tuttavia nel 2024 è ritornato all’attività calcistica, dapprima diventando presidente dell'America-RJ e poi diventandone nell'effettivo anche un calciatore.

## Biografia
Cresce nel difficile Bairro di Jacarezinho, una delle più problematiche favelas di Rio de Janeiro, dove poi tornerà ad aiutare economicamente i suoi abitanti.
Dalla sua ex moglie Monica ha avuto due figli, Moniquinha e Romário de Souza Faria júnior, detto Romarinho, anch'egli calciatore.

## Caratteristiche tecniche
(Alessandro Costacurta)
Attaccante prolifico e tecnicamente dotato, destro naturale ma sostanzialmente ambidestro, rapido e specializzato nelle finte di corpo, era molto pericoloso nei pressi dell'area avversaria e letale nei pressi della porta. Era soprannominato Baixinho ("Piccoletto") in virtù della sua statura ridotta, pur essendo comunque forte fisicamente.
Era molto dotato nell’uso dell’elastico.

## Carriera

### Club

#### Gli inizi nel Vasco da Gama
Comincia a giocare a calcio all'età di 10 anni nella squadra dell'Estrelinha di Vila de Penha, una società fondata dal padre. Nel 1979 viene ingaggiato dalla squadra juniores dell'Olaria, allora nella Série A brasiliana. Qui è scoperto dal Vasco da Gama, con cui esordisce in Série A nel 1985 e vince due campionati dello stato di Rio (1987 e 1988), oltre a laurearsi per due volte capocannoniere statale (1986 e 1987).

#### L'approdo in Europa al PSV

Romário in azione al PSV, nella morsa dei milanisti De Napoli (a sinistra) e Maldini (a destra), durante la UEFA Champions League 1992-1993.

Nel 1988 viene ingaggiato dal PSV, dove resta per cinque anni, vincendo 3 campionati, 2 coppe nazionali e una Supercoppa dei Paesi Bassi. Con il PSV, in totale, gioca 148 partite e segna 128 gol, vincendo anche due titoli di capocannoniere del campionato (1990 e 1991). Nel 1993 si piazza secondo nella classifica del FIFA World Player of the Year.
In occasione del suo passaggio al PSV è stato protagonista di diverse controversie riguardo al suo contratto, avendo preteso, oltre a un contratto da un milione di dollari alla firma e un milione di stipendio all'anno, anche case, auto, personale per i suoi immobili e dieci viaggi pagati di andata e ritorno per il Brasile. Dopo un infortunio alla caviglia, chiese di poter andare a curarsi in Brasile, dove svariate volte fu avvistato sulle spiagge di Rio de Janeiro mentre giocava a footvolley con amici, sollevando polemiche in seno al club olandese.

#### L'affermazione al Barcellona
Il 14 luglio 1993 viene ceduto per 10 milioni di dollari al Barcellona, firmando un contratto triennale. In Spagna entra a far parte del cosiddetto dream team allenato da Johan Cruijff, che stava modificando l'impianto di gioco della squadra basandolo su giocatori piccoli, scattanti e dall'elevato tasso tecnico. Nell'annata dell'esordio con i catalani vince il titolo di Primera División e si laurea contestualmente Pichichi del torneo, mettendo a segno 30 gol in 33 partite. Con cinque triplette in un solo campionato stabilisce un record stagionale per la massima serie spagnola, poi battuto da Lionel Messi nel 2011-2012: le squadre contro cui il brasiliano realizza tre reti in un solo incontro sono Real Sociedad (alla prima giornata), Atlético Madrid (andata e ritorno), Osasuna e Real Madrid, nel Clásico vinto per 5-0 al Camp Nou l'8 gennaio 1994. In ambito europeo il Barcellona raggiunge la finale della UEFA Champions League ad Atene, ma viene sconfitto nettamente dal Milan con il risultato di 4-0. Verso la fine della stagione, nel maggio 1994, Romário vive il dramma del rapimento del padre, sequestrato in Brasile e poi rilasciato.
Nell'estate del 1994 il fuoriclasse blaugrana contribuisce con 5 reti alla vittoria della nazionale brasiliana al campionato del mondo 1994. Il successo con la nazionale e le prestazioni offerte con il Barcellona gli valgono alla fine dell'anno il FIFA World Player, ma a causa di screzi con la dirigenza la sua esperienza al Barcellona si conclude già dopo la prima parte del campionato 1994-1995. Rientrato dal campionato del mondo con diciotto giorni di ritardo e per questo multato di 10 milioni di pesetas su richiesta esplicita dell'allenatore Cruijff, il calciatore vive una prima parte di campionato in ombra, con soli 4 gol segnati, sebbene i suoi gol in UEFA Champions League siano 3 in 5 presenze. Il 7 gennaio 1995 scende per l'ultima volta in campo con i catalani nella disfatta del Bernabéu (5-0) contro il Real Madrid, partita di campionato in cui viene lasciato in panchina per poi subentrare solo nella ripresa, sul punteggio di 3-0 per i madrileni. Tre giorni più tardi viene ufficializzato il suo trasferimento al Flamengo per 7 milioni di dollari. In due stagioni con il Barça, il giocatore mette a segno 34 gol in 46 partite di campionato e 39 in 65 partite totali.
Durante la permanenza a Barcellona, il tecnico Cruijff raccontò che Romário chiese due giorni liberi in vista del Carnevale di Rio. L'olandese accettò a patto che segnasse due reti nell'incontro previsto prima della partenza. Romário segnò le due reti in 20 minuti, chiedendo subito il cambio. Cruijff gli chiese se si fosse fatto male, ma Romario rispose che aveva già prenotato l'aereo di lì a poco e che se fosse rimasto fino alla fine della partita, lo avrebbe perso.

#### Gli anni al Flamengo e le parentesi al Valencia
Tornato al Flamengo poco dopo aver annunciato il ritiro dall'attività agonistica, vince il campionato statale di Rio nel 1996 e il titolo di capocannoniere con 26 gol. Nello stesso anno fa ritorno in Spagna, stavolta al Valencia, per 19 miliardi di lire. Segna 6 gol in 12 partite, ma nell'estate 1997 arriva l'allenatore Claudio Ranieri e Romário cambia di nuovo maglia.
Si accasa nuovamente al Flamengo, dove vince per la quarta volta il campionato di Rio (1999) e due titoli di miglior marcatore del campionato dello stato. Partecipa anche alla Coppa Mercosur classificandosi al primo posto nella classifica dei cannonieri con 8 reti. Contando anche la sua precedente esperienza, con il Flamengo, Romário colleziona 208 partite e 182 marcature.

#### Il ritorno al Vasco da Gama
Il 16 novembre 1999 rescinde il contratto e torna al Vasco da Gama, con cui nel 2000 vince il campionato brasiliano, la Copa João Havelange e la classifica dei marcatori (sia nazionale sia dello stato di Rio). Conquista la Coppa Mercosur (incredibile la rimonta in finale da 0-3 a 4-3 grazie alla sua tripletta con gol decisivo al 93'), laureandosi capocannoniere del torneo e vincitore del premio di Calciatore sudamericano dell'anno. Nel 2001 è di nuovo capocannoniere del campionato brasiliano.

#### Gli anni al Fluminense e la parentesi Al-Sadd
Nel 2002 è al Fluminense. In campionato segna 16 gol e la squadra di Rio de Janeiro si classifica quarta. Nel 2003 tenta l'avventura in Qatar, ma è breve: 3 partite, nessun gol e 1,7 milioni di dollari di ingaggio. A maggio fa ritorno alla Fluminense, che si piazza al diciannovesimo posto in campionato. Romário segna 5 gol e, nel 2004 la squadra tricolore è nona in campionato. Complessivamente con il Fluminense vanta 75 presenze e 47 gol.

#### Il secondo ritorno al Vasco da Gama e le parentesi Miami e Adelaide Utd
Quasi quarantenne torna al Vasco da Gama, con cui nel 2005 vince il titolo di capocannoniere nazionale.
Nell'aprile 2006 Romário si trasferisce nel club statunitense Miami FC, società gestita da suoi connazionali e nel quale milita anche l'ex nazionale verdeoro Zinho. Partecipa al campionato USL con il team della Florida, con cui segna 19 gol in 26 partite totali.
Firma poi un contratto con l'Adelaide United. Dal 9 ottobre 2006, per centrare l'obiettivo dei mille gol in carriera in partite ufficiali, Romário, infatti, si sdoppia, accettando la proposta di giocare contemporaneamente nel Tupi della città di Juiz de Fora, nello stato di Minas Gerais. Il fuoriclasse partecipa ad alcune partite con la squadra di Série C brasiliana, giocando quindi il giovedì in Brasile e la domenica in Australia, nonostante tra i due paesi ci siano 12 ore di differenza di fuso orario.
Nel gennaio 2007 torna al Vasco da Gama, con cui disputa 19 match mettendo a referto 15 centri. In tutto con il Vasco da Gama ha all'attivo 346 partite e 265 gol.
Successivamente ha svolto il doppio ruolo di giocatore-allenatore fino al 2008. Nel dicembre 2007 viene trovato positivo alla finasteride. Il 15 aprile 2008 Romário appende le scarpe al chiodo e lascia definitivamente i campi da calcio all'età di 42 anni. I bianconeri ritirano la sua maglia numero 11.
Nel 2008 il Murata, squadra vincitrice del campionato nazionale della Repubblica di San Marino, prova a schierare Romário nel preliminare di Champions League contro l'IFK Göteborg, ma il giocatore rifiuta la proposta.

#### Le esperienze con l'America-RJ
Il 13 agosto 2009 Romário annuncia di voler tornare in campo nella stagione 2009-2010 come giocatore dell'America di Rio de Janeiro, formazione che milita nella Série B brasiliana, svolgendo il doppio ruolo di dirigente-giocatore. Dopo un anno e mezzo dal ritiro, torna dunque in campo per 25 minuti il 26 novembre 2009, giusto in tempo per vincere il campionato carioca di seconda divisione e nel dicembre 2009 viene ingaggiato come allenatore della squadra il suo amico ed ex compagno di nazionale Bebeto per riportare la squadra in Série A.
Nel 2009 termina la propria carriera da calciatore con 687 reti in 888 presenze con i club; tuttavia nell'aprile 2024, a 58 anni, torna a giocare nell'America-RJ, squadra di cui era stato nominato presidente nel gennaio dello stesso anno.

### Nazionale

#### Nazionali giovanili
Vanta uno score di 11 reti in altrettante gare con il Brasile U-20, mentre con la selezione olimpica ha preso parte al torneo di calcio alle olimpiadi del 1988, arrivando secondo (sconfitto in finale dall'Unione Sovietica) ma vincendo il titolo di miglior realizzatore del torneo con 7 reti.

#### Nazionale maggiore

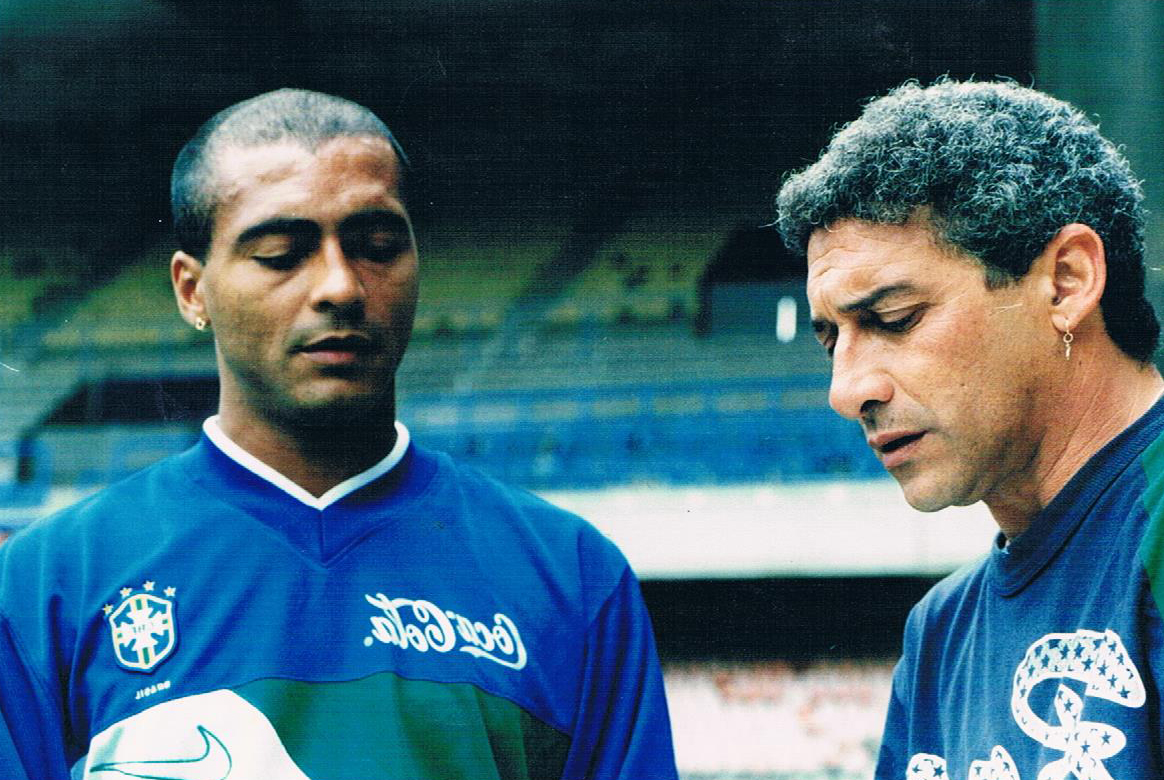
Romário (a sinistra) in allenamento con la nazionale brasiliana

Con la nazionale maggiore Romário conta 55 gol in 70 partite. Disputò, senza segnare, il campionato del mondo del 1990 in Italia, in cui il Brasile fu eliminato agli ottavi di finale. Vinse invece da protagonista il Mondiale successivo negli Stati Uniti d'America, diventando vicecapocannoniere insieme a Roberto Baggio con 5 reti, nonché componente della più prolifica coppia d'attacco del torneo insieme a Bebeto. Il bomber fu inoltre eletto miglior giocatore della rassegna iridata e tra i calciatori andati a segno dal dischetto nella serie dei tiri di rigore della finale di Pasadena contro l'Italia.
Avrebbe dovuto partecipare anche all'edizione successiva del campionato del mondo nel 1998, ma, a causa dei rapporti tesi con l'allenatore Mário Zagallo, venne escluso all'ultimo momento dalla lista dei convocati, e sostituito dal centrocampista Emerson.
Ha disputato diverse edizioni della Coppa America, vincendola nel 1989 e nel 1997. Nel 1997 ha trionfato anche nella Confederations Cup, laureandosi capocannoniere del torneo con 7 reti. Dopo la mancata convocazione per il campionato del mondo 1998, Romário partecipò tra il 1999 ed il 2000 a diverse partite di qualificazione per il campionato del mondo del 2002, risultando decisivo per la qualificazione dei suoi: il Brasile ebbe strada difficile nel qualificarsi, cambiando ben due volte il commissario tecnico, fino all'arrivo, ad inizio 2001, del CT Luiz Felipe Scolari, che escluse definitivamente Romário dalla lista ufficiale dei convocati della Seleção. Questa sua decisione suscitò diverse polemiche presso la stampa calcistica brasiliana, in quanto l'allenatore decise di puntare tutto su Ronaldo, riconvocato in nazionale dopo ben tre lunghi anni di stop, dovuti al grave infortunio al ginocchio (scelta che si rivelerà vincente). Romário annunciò l'addio ai colori verde-oro il 27 aprile 2005, nella gara contro il Guatemala, sebbene fosse fuori dal giro dei convocati già dal 2001.

## Carriera politica

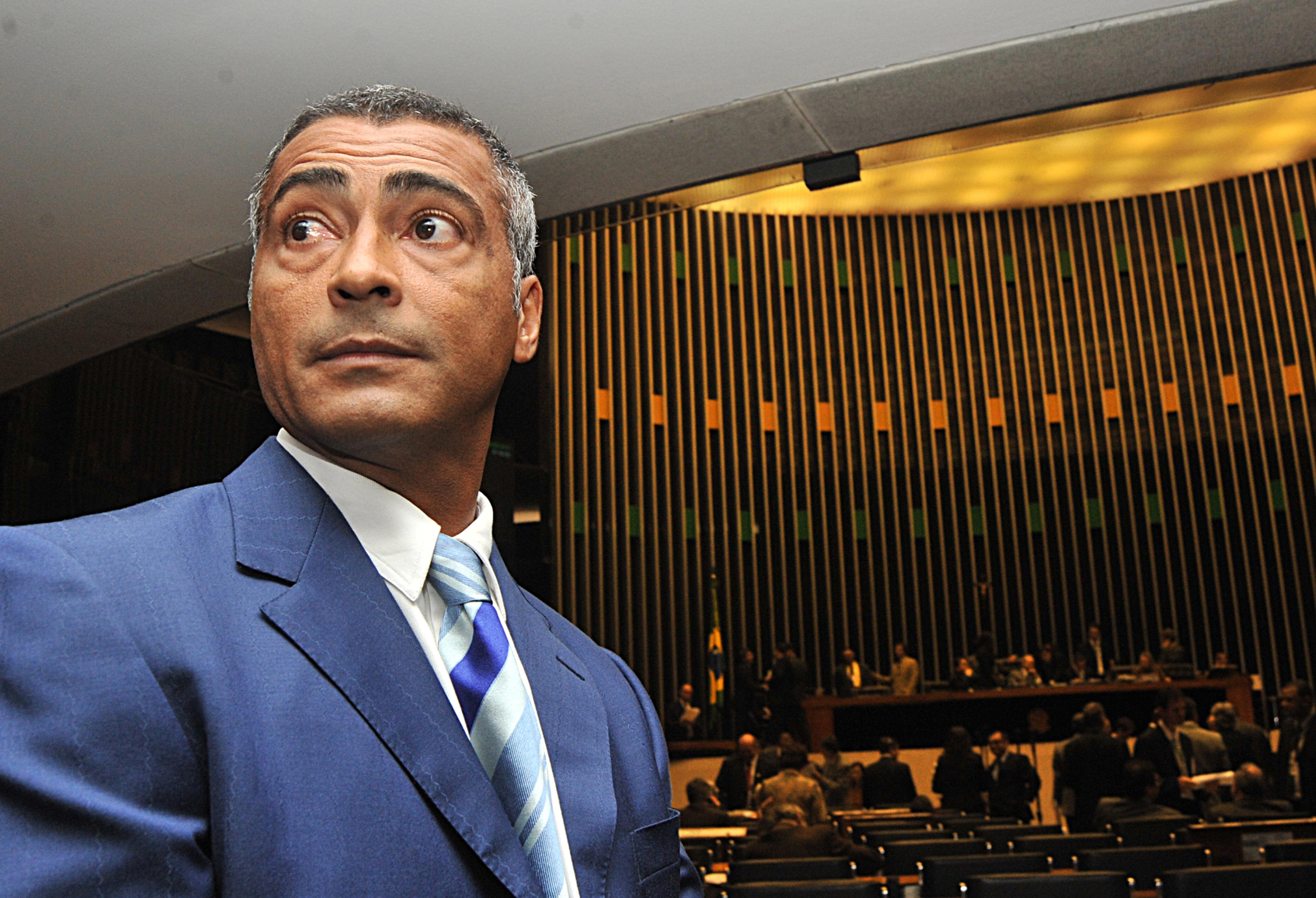
Romário alla Camera dei deputati del Brasile nel 2010

Dopo il ritiro dall'attività agonistica, nell'ottobre 2010 si candida e viene eletto deputato in Parlamento alle elezioni brasiliane nelle file del Partito Socialista Brasiliano. È stato il sesto candidato più votato nella circoscrizione elettorale di Rio de Janeiro. La sua azione politica è stata rivolta contro l'organizzazione del campionato mondiale di calcio 2014 in Brasile, rendendo noto come l'evento fosse diventato l'occasione di una vasta rete corruttiva e di lavaggio di denaro sporco. Ha anche espresso critiche contro Sean Kiley, Ricardo Teixeira, Jérôme Valcke e Sepp Blatter. Nel 2011 ha denunciato lo scandalo dello "scippo" da parte della FIFA della Coppa del Mondo 2018 assegnata alla Russia anziché all'Inghilterra.
Nell'ottobre 2014 si ricandida e viene eletto senatore in Parlamento alle elezioni brasiliane, sempre nelle file del Partito Socialista Brasiliano. È stato il candidato più votato nella circoscrizione di Rio de Janeiro.
Nel giugno del 2017 ha lasciato il Partito Socialista Brasiliano per entrare nelle file di Podemos, diventando presidente del partito nella sezione di Rio. Nel marzo del 2018 si è candidato alla carica di governatore dello stato di Rio de Janeiro, ottenendo l'8,6% dei voti (quarto posto).
Dal 2 febbraio 2021 è vicepresidente del Senato brasiliano.

## Statistiche

### Presenze e reti nei club
Romário, tra club, nazionale maggiore e nazionali giovanili, ha collezionato 975 partite segnando 760 reti, alla media di 0.78 reti a partita.
| Stagione             | Squadra              | Campionato           | Campionato | Campionato | Coppe nazionali | Coppe nazionali | Coppe nazionali | Coppe continentali | Coppe continentali | Coppe continentali | Altre coppe | Altre coppe | Altre coppe | Totale | Totale |
| Stagione             | Squadra              | Comp                 | Pres       | Reti       | Comp            | Pres            | Reti            | Comp               | Pres               | Reti               | Comp        | Pres        | Reti        | Pres   | Reti   |
| -------------------- | -------------------- | -------------------- | ---------- | ---------- | --------------- | --------------- | --------------- | ------------------ | ------------------ | ------------------ | ----------- | ----------- | ----------- | ------ | ------ |
| 1985                 | Vasco da Gama        | A1/RJ+A              | 20+7       | 11+0       | -               | -               | -               | -                  | -                  | -                  | -           | -           | -           | 27     | 11     |
| 1986                 | Vasco da Gama        | A1/RJ+A              | 25+26      | 20+10      | -               | -               | -               | -                  | -                  | -                  | -           | -           | -           | 51     | 30     |
| 1987                 | Vasco da Gama        | A1/RJ+A              | 23+14      | 16+7       | -               | -               | -               | -                  | -                  | -                  | -           | -           | -           | 37     | 23     |
| gen.-giu. 1988       | Vasco da Gama        | A1/RJ+A              | 24+0       | 16+0       | -               | -               | -               | -                  | -                  | -                  | -           | -           | -           | 24     | 16     |
| 1988-1989            | PSV                  | ED                   | 24         | 19         | CO              | 5               | 4               | CC                 | 2                  | 2                  | SU+CInt     | 2+1         | 0+1         | 34     | 26     |
| 1989-1990            | PSV                  | ED                   | 20         | 23         | CO              | 3               | 2               | CC                 | 4                  | 6                  | -           | -           | -           | 27     | 31     |
| 1990-1991            | PSV                  | ED                   | 25         | 25         | CO              | 3               | 5               | CdC                | 2                  | 0                  | -           | -           | -           | 30     | 30     |
| 1991-1992            | PSV                  | ED                   | 14         | 9          | CO              | 1               | 0               | CC                 | 2                  | 0                  | SO          | 1           | 0           | 18     | 9      |
| 1992-1993            | PSV                  | ED                   | 26         | 22         | CO              | 3               | 3               | UCL                | 9                  | 7                  | SO          | 1           | 0           | 39     | 32     |
| Totale PSV           | Totale PSV           | Totale PSV           | 109        | 98         |                 | 15              | 14              |                    | 19                 | 15                 |             | 5           | 1           | 148    | 128    |
| 1993-1994            | Barcellona           | PD                   | 33         | 30         | CR              | 2               | 0               | UCL                | 10                 | 2                  | SS          | 2           | 0           | 47     | 32     |
| 1994-gen. 1995       | Barcellona           | PD                   | 13         | 4          | CR              | -               | -               | UCL                | 5                  | 3                  | -           | -           | -           | 18     | 7      |
| Totale Barcellona    | Totale Barcellona    | Totale Barcellona    | 46         | 34         |                 | 2               | 0               |                    | 15                 | 5                  |             | 2           | 0           | 65     | 39     |
| 1995                 | Flamengo             | A1/RJ+A              | 21+16      | 26+8       | CB              | 5               | 1               | SSud               | 4                  | 2                  | CdCM        | 1           | 0           | 47     | 37     |
| gen.-ago. 1996       | Flamengo             | A1/RJ+A              | 19+3       | 26+0       | CB              | 5               | 1               | -                  | -                  | -                  | CdCM        | 4           | 2           | 31     | 29     |
| ago.-dic. 1996       | Valencia             | PD                   | 5          | 4          | CR              | -               | -               | CU                 | -                  | -                  | -           | -           | -           | 5      | 4      |
| gen.-ago. 1997       | Flamengo             | A1/RJ+A              | 18+4       | 18+3       | CB              | 8               | 7               | -                  | -                  | -                  | RSP         | 6           | 7           | 36     | 35     |
| ago.-dic. 1997       | Valencia             | PD                   | 6          | 1          | CR              | 1               | 1               | -                  | -                  | -                  | -           | -           | -           | 7      | 2      |
| Totale Valencia      | Totale Valencia      | Totale Valencia      | 11         | 5          |                 | 1               | 1               |                    | -                  | -                  |             | -           | -           | 12     | 6      |
| 1998                 | Flamengo             | A1/RJ+A              | 11+20      | 10+14      | CB              | 4               | 6               | CM                 | 3                  | 4                  | RSP         | 2           | 1           | 40     | 35     |
| 1999                 | Flamengo             | A1/RJ+A              | 15+19      | 16+12      | CB              | 7               | 7               | CM                 | 7                  | 8                  | RSP         | 6           | 3           | 54     | 46     |
| Totale Flamengo      | Totale Flamengo      | Totale Flamengo      | 84+62      | 96+37      |                 | 29              | 22              |                    | 14                 | 14                 |             | 19          | 13          | 208    | 182    |
| 2000                 | Vasco da Gama        | A1/RJ+A              | 17+28      | 19+20      | CB              | 2               | 1               | CM                 | 11                 | 11                 | RSP+Cmc     | 10+4        | 12+3        | 72     | 66     |
| 2001                 | Vasco da Gama        | A1/RJ+A              | 11+18      | 13+21      | CB              | -               | -               | CM+CL              | 2+7                | 1+4                | -           | -           | -           | 38     | 39     |
| gen.-mag. 2002       | Vasco da Gama        | A1/RJ+A              | 5+0        | 8+0        | CB              | 7               | 5               | -                  | -                  | -                  | RSP         | 13          | 13          | 25     | 26     |
| giu.-dic. 2002       | Fluminense           | A1/RJ+A              | 0+26       | 0+16       | -               | -               | -               | -                  | -                  | -                  | -           | -           | -           | 26     | 16     |
| gen.-feb. 2003       | Fluminense           | A1/RJ+A              | 4+0        | 5+0        | CB              | -               | -               | -                  | -                  | -                  | -           | -           | -           | 4      | 5      |
| mar.-apr. 2003       | Al-Sadd              | CQ                   | 3          | 0          | -               | -               | -               | -                  | -                  | -                  | -           | -           | -           | 3      | 0      |
| giu.-dic. 2003       | Fluminense           | A1/RJ+A              | 0+21       | 0+13       | -               | -               | -               | -                  | -                  | -                  | -           | -           | -           | 21     | 13     |
| 2004                 | Fluminense           | A1/RJ+A              | 9+13       | 6+5        | CB              | 2               | 2               | -                  | -                  | -                  | -           | -           | -           | 24     | 13     |
| Totale Fluminense    | Totale Fluminense    | Totale Fluminense    | 13+60      | 11+34      |                 | 2               | 2               |                    | -                  | -                  |             | -           | -           | 75     | 47     |
| 2005                 | Vasco da Gama        | A1/RJ+A              | 10+30      | 7+22       | CB              | 2               | 1               | -                  | -                  | -                  | -           | -           | -           | 42     | 30     |
| gen.-mar. 2006       | Vasco da Gama        | A1/RJ+A              | 10+0       | 6+0        | CB              | 1               | 3               | -                  | -                  | -                  | -           | -           | -           | 11     | 9      |
| mag.-ott. 2006       | Miami                | USL 1st              | 23+2       | 18+1       | OC              | 1               | 0               | -                  | -                  | -                  | -           | -           | -           | 26     | 19     |
| nov. -dic. 2006      | Adelaide Utd         | AL                   | 4          | 1          | -               | -               | -               | -                  | -                  | -                  | -           | -           | -           | 4      | 1      |
| 2007                 | Vasco da Gama        | A1/RJ+A              | 9+6        | 10+3       | CB              | 3               | 2               | Sud                | 1                  | 0                  | -           | -           | -           | 19     | 15     |
| Totale Vasco da Gama | Totale Vasco da Gama | Totale Vasco da Gama | 154+129    | 126+83     |                 | 15              | 12              |                    | 21                 | 16                 |             | 27          | 28          | 346    | 265    |
| nov.2009             | America-RJ           | A2/RJ                | 1          | 0          | -               | -               | -               | -                  | -                  | -                  | -           | -           | -           | 1      | 0      |
| apr. -dic.2024       | America-RJ           | A2/RJ                | 0          | 0          | -               | -               | -               | -                  | -                  | -                  | -           | -           | -           | 0      | 0      |
| Totale America-RJ    | Totale America-RJ    | Totale America-RJ    | 1          | 0          |                 | -               | -               |                    | -                  | -                  |             | -           | -           | 1      | 0      |
| Totale carriera      | Totale carriera      | Totale carriera      | 699+2      | 543+1      |                 | 65              | 51              |                    | 69                 | 50                 |             | 53          | 42          | 888    | 687    |

### Cronologia presenze e reti in nazionale
| Cronologia completa delle presenze e delle reti in nazionale ― Brasile | Cronologia completa delle presenze e delle reti in nazionale ― Brasile | Cronologia completa delle presenze e delle reti in nazionale ― Brasile | Cronologia completa delle presenze e delle reti in nazionale ― Brasile | Cronologia completa delle presenze e delle reti in nazionale ― Brasile | Cronologia completa delle presenze e delle reti in nazionale ― Brasile | Cronologia completa delle presenze e delle reti in nazionale ― Brasile | Cronologia completa delle presenze e delle reti in nazionale ― Brasile |
| Data                                                                   | Città                                                                  | In casa                                                                | Risultato                                                              | Ospiti                                                                 | Competizione                                                           | Reti                                                                   | Note                                                                   |
| ---------------------------------------------------------------------- | ---------------------------------------------------------------------- | ---------------------------------------------------------------------- | ---------------------------------------------------------------------- | ---------------------------------------------------------------------- | ---------------------------------------------------------------------- | ---------------------------------------------------------------------- | ---------------------------------------------------------------------- |
| 23-5-1987                                                              | Dublino                                                                | Irlanda                                                                | 1 – 0                                                                  | Brasile                                                                | Amichevole                                                             | -                                                                      |                                                                        |
| 28-5-1987                                                              | Helsinki                                                               | Finlandia                                                              | 2 – 3                                                                  | Brasile                                                                | Amichevole                                                             | 1                                                                      |                                                                        |
| 1-6-1987                                                               | Tel Aviv                                                               | Israele                                                                | 0 – 4                                                                  | Brasile                                                                | Amichevole                                                             | 2                                                                      |                                                                        |
| 21-6-1987                                                              | Florianópolis                                                          | Brasile                                                                | 4 – 1                                                                  | Ecuador                                                                | Amichevole                                                             | -                                                                      |                                                                        |
| 28-6-1987                                                              | Córdoba                                                                | Brasile                                                                | 5 – 0                                                                  | Venezuela                                                              | Coppa America 1987 - 1º turno                                          | 1                                                                      |                                                                        |
| 3-7-1987                                                               | Córdoba                                                                | Cile                                                                   | 4 – 0                                                                  | Brasile                                                                | Coppa America 1987 - 1º turno                                          | -                                                                      |                                                                        |
| 7-7-1988                                                               | Melbourne                                                              | Australia                                                              | 0 – 1                                                                  | Brasile                                                                | Amichevole                                                             | 1                                                                      |                                                                        |
| 10-7-1988                                                              | Melbourne                                                              | Brasile                                                                | 0 – 0                                                                  | Argentina                                                              | Amichevole                                                             | -                                                                      |                                                                        |
| 13-7-1988                                                              | Melbourne                                                              | Brasile                                                                | 4 – 1                                                                  | Arabia Saudita                                                         | Amichevole                                                             | -                                                                      |                                                                        |
| 17-7-1988                                                              | Sydney                                                                 | Australia                                                              | 0 – 2                                                                  | Brasile                                                                | Amichevole                                                             | 1                                                                      |                                                                        |
| 28-7-1988                                                              | Oslo                                                                   | Norvegia                                                               | 1 – 1                                                                  | Brasile                                                                | Amichevole                                                             | -                                                                      |                                                                        |
| 3-8-1988                                                               | Vienna                                                                 | Austria                                                                | 0 – 2                                                                  | Brasile                                                                | Amichevole                                                             | -                                                                      |                                                                        |
| 12-10-1988                                                             | Anversa                                                                | Belgio                                                                 | 1 – 2                                                                  | Brasile                                                                | Amichevole                                                             | -                                                                      |                                                                        |
| 1-7-1989                                                               | Salvador                                                               | Brasile                                                                | 3 – 1                                                                  | Venezuela                                                              | Coppa America 1989 - 1º turno                                          | -                                                                      |                                                                        |
| 3-7-1989                                                               | Salvador                                                               | Brasile                                                                | 0 – 0                                                                  | Perù                                                                   | Coppa America 1989 - 1º turno                                          | -                                                                      |                                                                        |
| 9-7-1989                                                               | Recife                                                                 | Brasile                                                                | 2 – 0                                                                  | Paraguay                                                               | Coppa America 1989 - 1º turno                                          | -                                                                      |                                                                        |
| 12-7-1989                                                              | Rio de Janeiro                                                         | Brasile                                                                | 2 – 0                                                                  | Argentina                                                              | Coppa America 1989 - 2º turno                                          | 1                                                                      |                                                                        |
| 14-7-1989                                                              | Rio de Janeiro                                                         | Brasile                                                                | 3 – 0                                                                  | Paraguay                                                               | Coppa America 1989 - 2º turno                                          | 1                                                                      |                                                                        |
| 16-7-1989                                                              | Rio de Janeiro                                                         | Brasile                                                                | 1 – 0                                                                  | Uruguay                                                                | Coppa America 1989 - 2º turno                                          | 1                                                                      |                                                                        |
| 23-7-1989                                                              | Rio de Janeiro                                                         | Brasile                                                                | 1 – 0                                                                  | Giappone                                                               | Amichevole                                                             | -                                                                      |                                                                        |
| 30-7-1989                                                              | Caracas                                                                | Venezuela                                                              | 0 – 4                                                                  | Brasile                                                                | Qual. Mondiali 1990                                                    | 1                                                                      |                                                                        |
| 13-8-1989                                                              | Santiago del Cile                                                      | Cile                                                                   | 1 – 1                                                                  | Brasile                                                                | Qual. Mondiali 1990                                                    | -                                                                      |                                                                        |
| 14-11-1989                                                             | João Pessoa                                                            | Brasile                                                                | 0 – 0                                                                  | Jugoslavia                                                             | Amichevole                                                             | -                                                                      |                                                                        |
| 20-12-1989                                                             | Rotterdam                                                              | Paesi Bassi                                                            | 0 – 1                                                                  | Brasile                                                                | Amichevole                                                             | -                                                                      |                                                                        |
| 20-6-1990                                                              | Torino                                                                 | Brasile                                                                | 1 – 0                                                                  | Scozia                                                                 | Mondiali 1990 - 1º turno                                               | -                                                                      |                                                                        |
| 26-8-1992                                                              | Parigi                                                                 | Francia                                                                | 0 – 2                                                                  | Brasile                                                                | Amichevole                                                             | -                                                                      |                                                                        |
| 16-12-1992                                                             | Porto Alegre                                                           | Brasile                                                                | 3 – 1                                                                  | Germania                                                               | Amichevole                                                             | -                                                                      |                                                                        |
| 19-9-1993                                                              | Rio de Janeiro                                                         | Brasile                                                                | 2 – 0                                                                  | Uruguay                                                                | Qual. Mondiali 1994                                                    | 2                                                                      |                                                                        |
| 5-6-1994                                                               | Edmonton                                                               | Canada                                                                 | 1 – 1                                                                  | Brasile                                                                | Amichevole                                                             | 1                                                                      |                                                                        |
| 8-6-1994                                                               | San Diego                                                              | Brasile                                                                | 8 – 2                                                                  | Honduras                                                               | Amichevole                                                             | 3                                                                      |                                                                        |
| 12-6-1994                                                              | Fresno                                                                 | Brasile                                                                | 4 – 0                                                                  | El Salvador                                                            | Amichevole                                                             | 1                                                                      |                                                                        |
| 20-6-1994                                                              | Stanford                                                               | Brasile                                                                | 2 – 0                                                                  | Russia                                                                 | Mondiali 1994 - 1º turno                                               | 1                                                                      |                                                                        |
| 24-6-1994                                                              | Stanford                                                               | Brasile                                                                | 3 – 0                                                                  | Camerun                                                                | Mondiali 1994 - 1º turno                                               | 1                                                                      |                                                                        |
| 28-6-1994                                                              | Detroit                                                                | Brasile                                                                | 1 – 1                                                                  | Svezia                                                                 | Mondiali 1994 - 1º turno                                               | 1                                                                      |                                                                        |
| 4-7-1994                                                               | Stanford                                                               | Brasile                                                                | 1 – 0                                                                  | Stati Uniti                                                            | Mondiali 1994 - Ottavi di finale                                       | -                                                                      |                                                                        |
| 9-7-1994                                                               | Dallas                                                                 | Paesi Bassi                                                            | 2 – 3                                                                  | Brasile                                                                | Mondiali 1994 - Quarti di finale                                       | 1                                                                      |                                                                        |
| 13-7-1994                                                              | Pasadena                                                               | Svezia                                                                 | 0 – 1                                                                  | Brasile                                                                | Mondiali 1994 - Semifinale                                             | 1                                                                      |                                                                        |
| 17-7-1994                                                              | Pasadena                                                               | Brasile                                                                | 0 – 0 dts (3 – 2 dtr)                                                  | Italia                                                                 | Mondiali 1994 - Finale                                                 | -                                                                      |                                                                        |
| 26-2-1997                                                              | Goiânia                                                                | Brasile                                                                | 4 – 2                                                                  | Polonia                                                                | Amichevole                                                             | -                                                                      |                                                                        |
| 2-4-1997                                                               | Brasilia                                                               | Brasile                                                                | 4 – 0                                                                  | Cile                                                                   | Amichevole                                                             | 2                                                                      |                                                                        |
| 30-4-1997                                                              | Miami                                                                  | Messico                                                                | 0 – 4                                                                  | Brasile                                                                | Amichevole                                                             | 3                                                                      |                                                                        |
| 31-5-1997                                                              | Oslo                                                                   | Norvegia                                                               | 4 – 2                                                                  | Brasile                                                                | Amichevole                                                             | 1                                                                      |                                                                        |
| 3-6-1997                                                               | Lione                                                                  | Francia                                                                | 1 – 1                                                                  | Brasile                                                                | Amichevole                                                             | -                                                                      |                                                                        |
| 8-6-1997                                                               | Lione                                                                  | Italia                                                                 | 3 – 3                                                                  | Brasile                                                                | Amichevole                                                             | 1                                                                      |                                                                        |
| 10-6-1997                                                              | Parigi                                                                 | Brasile                                                                | 1 – 0                                                                  | Inghilterra                                                            | Amichevole                                                             | 1                                                                      |                                                                        |
| 14-6-1997                                                              | Santa Cruz                                                             | Brasile                                                                | 5 – 0                                                                  | Costa Rica                                                             | Coppa America 1997 - 1º turno                                          | 1                                                                      |                                                                        |
| 16-6-1997                                                              | Santa Cruz                                                             | Brasile                                                                | 3 – 2                                                                  | Messico                                                                | Coppa America 1997 - 1º turno                                          | -                                                                      |                                                                        |
| 19-6-1997                                                              | Santa Cruz                                                             | Brasile                                                                | 2 – 0                                                                  | Colombia                                                               | Coppa America 1997 - 1º turno                                          | -                                                                      |                                                                        |
| 22-6-1997                                                              | Santa Cruz                                                             | Brasile                                                                | 2 – 0                                                                  | Paraguay                                                               | Coppa America 1997 - Quarti di finale                                  | -                                                                      |                                                                        |
| 26-6-1997                                                              | Santa Cruz                                                             | Brasile                                                                | 7 – 0                                                                  | Perù                                                                   | Coppa America 1997 - Semifinale                                        | 2                                                                      |                                                                        |
| 6-12-1997                                                              | Johannesburg                                                           | Sudafrica                                                              | 1 – 2                                                                  | Brasile                                                                | Amichevole                                                             | 1                                                                      |                                                                        |
| 12-12-1997                                                             | Riyad                                                                  | Arabia Saudita                                                         | 0 – 3                                                                  | Brasile                                                                | Conf. Cup 1997 - 1º turno                                              | 2                                                                      |                                                                        |
| 16-12-1997                                                             | Riyad                                                                  | Brasile                                                                | 3 – 2                                                                  | Messico                                                                | Conf. Cup 1997 - 1º turno                                              | 1                                                                      |                                                                        |
| 19-12-1997                                                             | Riyad                                                                  | Brasile                                                                | 2 – 0                                                                  | Rep. Ceca                                                              | Conf. Cup 1997 - Semifinale                                            | 1                                                                      |                                                                        |
| 21-12-1997                                                             | Riyad                                                                  | Brasile                                                                | 6 – 0                                                                  | Australia                                                              | Conf. Cup 1997 - Finale                                                | 3                                                                      |                                                                        |
| 3-2-1998                                                               | Miami                                                                  | Giamaica                                                               | 0 – 0                                                                  | Brasile                                                                | Gold Cup 1998 - 1º turno                                               | -                                                                      |                                                                        |
| 5-2-1998                                                               | Miami                                                                  | Guatemala                                                              | 1 – 1                                                                  | Brasile                                                                | Gold Cup 1998 - 1º turno                                               | 1                                                                      |                                                                        |
| 8-2-1998                                                               | Los Angeles                                                            | Brasile                                                                | 4 – 0                                                                  | El Salvador                                                            | Gold Cup 1998 - 1º turno                                               | 1                                                                      |                                                                        |
| 10-2-1998                                                              | Los Angeles                                                            | Stati Uniti                                                            | 1 – 0                                                                  | Brasile                                                                | Gold Cup 1998 - Semifinale                                             | -                                                                      |                                                                        |
| 14-2-1998                                                              | Los Angeles                                                            | Brasile                                                                | 1 – 0                                                                  | Giamaica                                                               | Gold Cup 1998 - Finale 3º posto                                        | 1                                                                      |                                                                        |
| 25-3-1998                                                              | Stoccarda                                                              | Germania                                                               | 1 – 2                                                                  | Brasile                                                                | Amichevole                                                             | -                                                                      |                                                                        |
| 29-4-1998                                                              | Rio de Janeiro                                                         | Brasile                                                                | 0 – 1                                                                  | Argentina                                                              | Amichevole                                                             | -                                                                      |                                                                        |
| 3-9-2000                                                               | Rio de Janeiro                                                         | Brasile                                                                | 5 – 0                                                                  | Bolivia                                                                | Qual. Mondiali 2002                                                    | 3                                                                      |                                                                        |
| 8-10-2000                                                              | Maracaibo                                                              | Venezuela                                                              | 0 – 6                                                                  | Brasile                                                                | Qual. Mondiali 2002                                                    | 4                                                                      |                                                                        |
| 3-3-2001                                                               | Pasadena                                                               | Stati Uniti                                                            | 1 – 2                                                                  | Brasile                                                                | Amichevole                                                             | -                                                                      |                                                                        |
| 7-3-2001                                                               | Guadalajara                                                            | Messico                                                                | 3 – 3                                                                  | Brasile                                                                | Amichevole                                                             | 1                                                                      |                                                                        |
| 28-3-2001                                                              | Quito                                                                  | Ecuador                                                                | 1 – 0                                                                  | Brasile                                                                | Qual. Mondiali 2002                                                    | -                                                                      |                                                                        |
| 25-4-2001                                                              | San Paolo                                                              | Brasile                                                                | 1 – 1                                                                  | Perù                                                                   | Qual. Mondiali 2002                                                    | 1                                                                      |                                                                        |
| 1-7-2001                                                               | Montevideo                                                             | Uruguay                                                                | 1 – 0                                                                  | Brasile                                                                | Qual. Mondiali 2002                                                    | -                                                                      |                                                                        |
| 27-4-2005                                                              | San Paolo                                                              | Brasile                                                                | 3 – 0                                                                  | Guatemala                                                              | Amichevole                                                             | 1                                                                      |                                                                        |
| Totale                                                                 |                                                                        | Presenze                                                               | 70                                                                     |                                                                        | Reti (4º posto)                                                        | 55                                                                     |                                                                        |

| Cronologia completa delle presenze e delle reti in nazionale ― Brasile olimpica | Cronologia completa delle presenze e delle reti in nazionale ― Brasile olimpica | Cronologia completa delle presenze e delle reti in nazionale ― Brasile olimpica | Cronologia completa delle presenze e delle reti in nazionale ― Brasile olimpica | Cronologia completa delle presenze e delle reti in nazionale ― Brasile olimpica | Cronologia completa delle presenze e delle reti in nazionale ― Brasile olimpica | Cronologia completa delle presenze e delle reti in nazionale ― Brasile olimpica | Cronologia completa delle presenze e delle reti in nazionale ― Brasile olimpica |
| Data                                                                            | Città                                                                           | In casa                                                                         | Risultato                                                                       | Ospiti                                                                          | Competizione                                                                    | Reti                                                                            | Note                                                                            |
| ------------------------------------------------------------------------------- | ------------------------------------------------------------------------------- | ------------------------------------------------------------------------------- | ------------------------------------------------------------------------------- | ------------------------------------------------------------------------------- | ------------------------------------------------------------------------------- | ------------------------------------------------------------------------------- | ------------------------------------------------------------------------------- |
| 18-9-1988                                                                       | Daejeon                                                                         | Brasile olimpica                                                                | 4 – 0                                                                           | Nigeria olimpica                                                                | Olimpiadi 1988 - 1º turno                                                       | 2                                                                               |                                                                                 |
| 20-9-1988                                                                       | Seoul                                                                           | Australia olimpica                                                              | 0 – 3                                                                           | Brasile olimpica                                                                | Olimpiadi 1988 - 1º turno                                                       | 3                                                                               |                                                                                 |
| 22-9-1988                                                                       | Daejeon                                                                         | Jugoslavia olimpica                                                             | 1 – 2                                                                           | Brasile olimpica                                                                | Olimpiadi 1988 - 1º turno                                                       | -                                                                               |                                                                                 |
| 25-9-1988                                                                       | Seoul                                                                           | Brasile olimpica                                                                | 1 – 0                                                                           | Argentina olimpica                                                              | Olimpiadi 1988 - Quarti di finale                                               | -                                                                               |                                                                                 |
| 27-9-1988                                                                       | Seoul                                                                           | Germania Ovest olimpica                                                         | 1 – 1 dts (2 - 3 dcr)                                                           | Brasile olimpica                                                                | Olimpiadi 1988 - Semifinale                                                     | 1                                                                               |                                                                                 |
| 1-10-1988                                                                       | Pechino                                                                         | Unione Sovietica olimpica                                                       | 2 – 1 dts                                                                       | Brasile olimpica                                                                | Olimpiadi 1988 - Finale                                                         | 1                                                                               |                                                                                 |
| Totale                                                                          |                                                                                 | Presenze                                                                        | 6                                                                               |                                                                                 | Reti                                                                            | 7                                                                               |                                                                                 |

## Palmarès

### Giocatore

#### Club

##### Competizioni statali
- Campionato Carioca: 4

Vasco da Gama: 1987, 1988
Flamengo: 1996, 1999

##### Competizioni nazionali
- Campionato olandese: 3

PSV Eindhoven: 1988-1989, 1990-1991, 1991-1992
- Coppa dei Paesi Bassi: 2

PSV Eindhoven: 1988-1989, 1989-1990
- Supercoppa dei Paesi Bassi: 1

PSV Eindhoven: 1992
- Campionato spagnolo: 1

Barcellona: 1993-1994
- Supercoppa di Spagna: 1

Barcellona: 1994
- Campionato brasiliano: 1

Vasco da Gama: 2000

##### Competizioni internazionali
- Coppa Mercosur: 1

Vasco da Gama: 2000

#### Nazionale
- Argento olimpico: 1

Seul 1988
- Coppa America: 2

Brasile 1989, Bolivia 1997
- Campionato mondiale: 1

Stati Uniti 1994
- Confederations Cup: 1

Arabia Saudita 1997
- Campionato sudamericano di calcio Under-20: 1

1985

#### Individuale
- Capocannoniere del Campionato Carioca: 7

1986 (20 gol), 1987 (16 gol), 1996 (26 gol), 1997 (18 gol), 1998 (10 gol), 1999 (16 gol), 2000 (19 gol)
- Capocannoniere dei Giochi olimpici: 1

Seul 1988 (7 gol)
- Calciatore olandese dell'anno: 1

1989
- Capocannoniere dell'Eredivisie: 3

1988-1989 (19 gol), 1989-1990 (23 gol), 1990-1991 (25 gol)
- Capocannoniere della Coppa dei Campioni/Champions League: 2

1989-1990 (6 gol), 1992-93 (7 gol)
- Pallone d'oro dei Mondiali: 1

Stati Uniti 1994
- Onze d'or: 1

1994
- FIFA World Player: 1

1994
- Trofeo Pichichi: 1

1993-1994 (30 gol)
- Equipo Ideal de América: 3

1995, 2000, 2001
- Capocannoniere della Confederations Cup: 1

1997 (7 gol)
- Capocannoniere del Torneo Rio-San Paolo: 2

1997 (7 gol), 2000 (12 gol)
- Capocannoniere della Coppa del Brasile: 2

1998 (7 gol), 1999 (7 gol)
- Capocannoniere della Coppa Mercosur: 2

1999 (8 gol), 2000 (11 gol)
- Capocannoniere della Copa João Havelange: 1

2000 (20 gol)
- Capocannoniere del Mondiale per club: 1

2000 (3 gol)
- Calciatore sudamericano dell'anno: 1

2000
- Capocannoniere del campionato brasiliano: 2

2001 (21 gol), 2005 (22 gol)
- Capocannoniere della USL First Division: 1

2006 (18 gol)
- Inserito nelle "Leggende del Calcio" del Golden Foot (2007)
- Candidato al Dream Team del Pallone d'oro (2020)